# Sliema Wanderers FC
Sliema Wanderers Football Club (obecně známý jako Sliema Wanderers) je maltský fotbalový klub sídlící v Sliemě. Soutěží v Maltese Premier League, nejvyšší úrovni maltského fotbalu.
Jeho domovským stadionem je Národní stadion Ta' Qali s kapacitou 17 500 míst. Hraje v modrých dresech.

## Trofeje
- Maltská Premier League (26×)[1]
  - 1919/20, 1922/23, 1923/24, 1925/26, 1929/30, 1932/33, 1933/34, 1935/36, 1937/38, 1938/39, 1939/40, 1948/49, 1953/54, 1955/56, 1956/57, 1963/64, 1964/65, 1965/66, 1970/71, 1971/72, 1975/76, 1988/89, 1995/96, 2002/03, 2003/04, 2004/05
- Maltský Pohár (22×)[2]
  - 1934/35, 1935/36, 1936/37, 1939/40, 1945/46, 1947/48, 1950/51, 1951/52, 1955/56, 1958/59, 1962/63, 1964/65, 1967/68, 1968/69, 1973/74, 1978/79, 1989/90, 1999/00, 2003/04, 2008/09, 2015/16, 2023/24
- Maltský Superpohár (3×)[3]
  - 1996, 2000, 2009